# Goffredo di Hohenstaufen
Goffredo di Hohenstaufen, anche detto Gotofredo o Gotifredo (... – 9 ottobre 1194), è stato un patriarca cattolico tedesco, patriarca di Aquileia dal 1182 al 1194.

## Biografia
Le prime notizie su di lui risalgono al 1176, quando era abate di Santa Maria in Silvis a Sesto al Reghena; l'anno successivo fu presente alla stipula della pace di Venezia tra l'imperatore Federico I Barbarossa e papa Alessandro III.
Nominato patriarca di Aquileia nel 1182, venne anche investito dei titoli di marchese d'Istria e di Giapidia. Appena insediato (1183) Goffredo tentò di assicurarsi il controllo dei vescovadi di Belluno, Ceneda e Feltre scontrandosi per questo motivo contro il vicino comune di Treviso (la causa del conflitto viene tuttavia fatta risalire al rapimento Ginevra detta la Bellissima, figlia di Artico di Strassoldo, da parte di Federico di Cuccagna  nel 1188); i primi scontri armati iniziarono nel 1188 e si protrassero ben oltre il suo periodo alla guida della Patria. In risposta agli scontri Treviso saccheggiò le terre di Feltre, Ceneda e Belluno, cadute in mani patriarcali; Goffredo reagì allora lanciando una spedizione che devastò una settantina di villaggi nel trevigiano.
Sul piano politico Goffredo mantenne la politica filoimperiale dei suoi predecessori e nel gennaio 1186 incoronò a Milano Enrico di Svevia quale re d'Italia, attirandosi le ire dell'arcivescovo di Milano e futuro papa Urbano III, reputando questi che l'accoglienza all'imperatore fosse una sua prerogativa.
I territori del Patriarcato iniziarono in questo periodo ad acquistare maggiore indipendenza: nel 1192 morì senza lasciare eredi Ottocaro VI duca di Stiria ed i suoi domini (compresa Pordenone) passarono al suocero Leopoldo V di Babenberg duca d'Austria; nel 1186 papa Alessandro III elevò Capodistria a sede vescovile; nel 1188 il comune di Rovigno concluse un trattato commerciale con Ragusa e poco dopo (1192) il comune di Pirano stipulò un trattato commerciale con Spalato; nel 1189 anche Gemona divenne libero comune; nel 1190 fu la volta del comune di Sacile che ricevette dall'imperatore Federico I "Barbarossa" il permesso di darsi uno statuto, il più antico del Friuli; infine a Trieste, nel 1192, dopo due anni di dispute e litigi, l'elezione del vescovo venne delegata al capitolo.
Fu proprio il Barbarossa a nominare vicario imperiale il patriarca di Aquileia durante la sua assenza per partecipare alla terza crociata.
Goffredo morì il 9 ottobre 1194 lasciando in eredità al successore la guerra contro Treviso ed i grossi debiti da essa causati.
Goffredo fu il primo patriarca ad indicare il proprio nome sulle monete aquileiesi, pratica imitata dai suoi successori.